# Política de Castilla-La Mancha

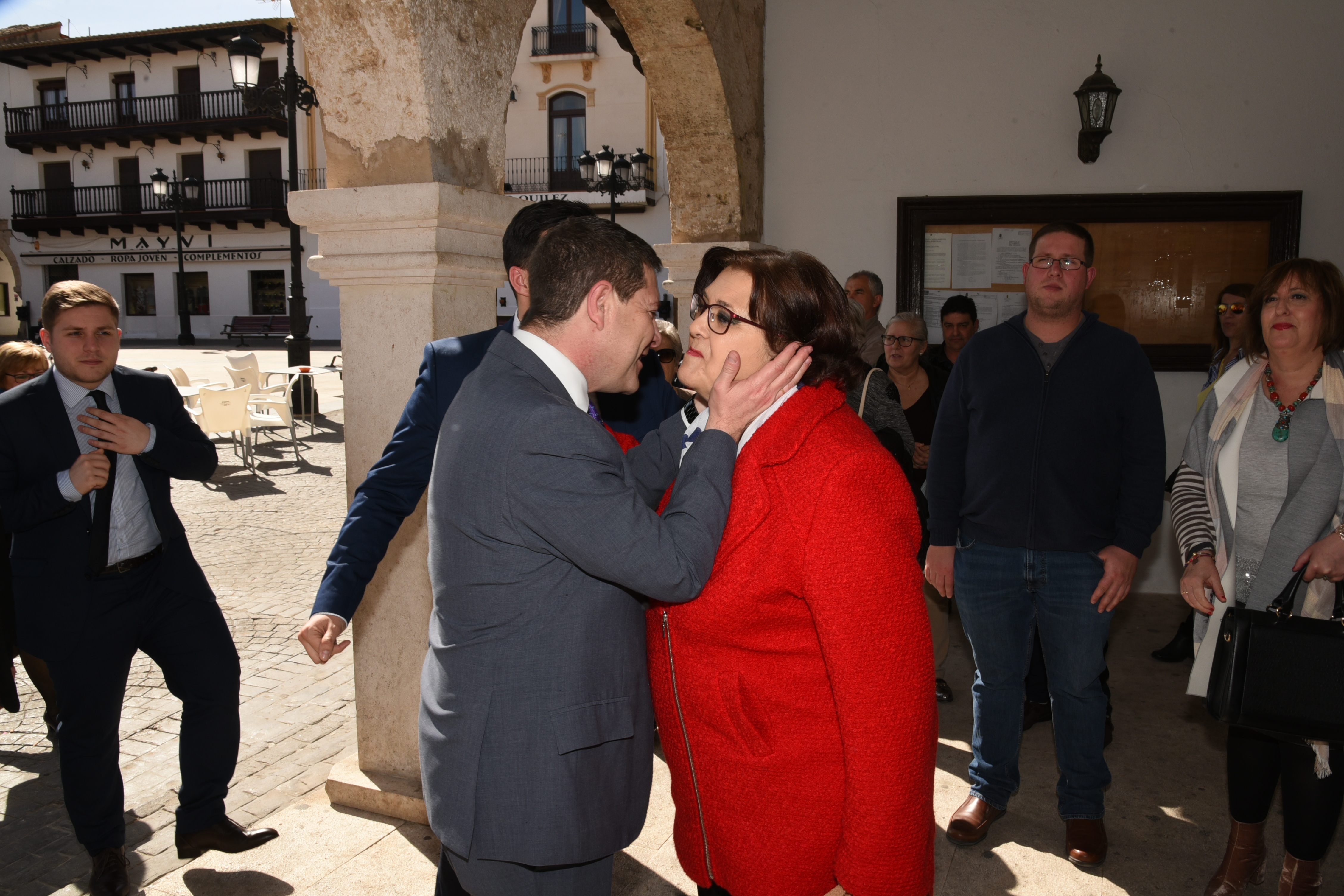
El presidente de Castilla-La Mancha, Emiliano García-Page, visita las obras del nuevo edificio del Ayuntamiento de Taranzona de La Mancha (Albacete), 2017.

La política de Castilla-La Mancha se articula con el Estatuto de Autonomía, dentro de la Constitución del estado español.

## Instituciones
A nivel regional, el principal órgano es la Junta de Comunidades, que está compuesta por el presidente de la Junta de Comunidades, las Cortes de Castilla-La Mancha y el Consejo de Gobierno. En la actualidad, el presidente y el Consejo de Gobierno son miembros del Partido Socialista Obrero Español, que tras las elecciones a las Cortes de Castilla-La Mancha de 2015  obtuvo 15 diputados por los 16 del Partido Popular. Gracias al apoyo del partido Podemos, que obtuvo 2 escaños, se logró un acuerdo de investidura que convirtió a Emiliano García-Page en Presidente de la Comunidad Autónoma. El Estado español está representado mediante un delegado del gobierno que actualmente es José Julián Gregorio López.
A nivel provincial, la región se divide en cinco provincias: Albacete, Ciudad Real, Cuenca, Guadalajara y Toledo. Cada provincia cuenta con una diputación, que gestionan sus intereses socioeconómicos. Las diversas diputaciones cuentan con una serie de diputados, que deben ser concejales de algún Ayuntamiento, elegidos en función del número de votos en cada partido en unas circunscripciones determinadas.
Tras la reforma del Estatuto de Autonomía llevada a cabo en 2014, las Cortés pasaron de 53 a 33 escaños, repartidos de la siguiente manera: Toledo 9, Ciudad Real 8, Albacete 6 y tanto Guadalajara como Cuenca cuentan con 6 parlamentarios.
A nivel local, los municipios se gobiernan mediante Ayuntamientos, representados a nivel regional por la Federación de Municipios y Provincias de Castilla-La Mancha. Su presidente es Mayte Fernández Molina, alcaldesa de Puertollano (Ciudad Real).

## Partidos políticos
Los principales partidos de índole nacional - PP, PSOE, IU, Podemos y Ciudadanos - tienen federaciones en la región. Emiliano García-Page es el Secretario General de los socialistas, Francisco Núñez el presidente de los populares y Daniel Martínez es el coordinador general de IU. José Luis García Gascón es el Secretario General de Podemos en la región, mientras que Carmen Picazo es la Portavoz de Ciudadanos. Francisco Cañizares Jiménez es el portavoz del Grupo Parlamentario Popular, mientras que Blanca Pilar Fernández Morena lo es del Grupo Parlamentario Socialista. David Llorente Sánchez es el portavoz de Podemos. Gregorio Jesús Fernández Vaquero es el presidente de las Cortes de Castilla-La Mancha.
En orden local, el PSOE fue el partido con más concejales tras las elecciones de 2007, contando con 3162 representantes locales seguido por el Partido Popular con 2622, Izquierda Unida con 134, Centro Democrático Liberal con 15, Unión Regional Independiente con 13, Unión de Ciudadanos Independientes de Toledo con 12, UD.CA. con 8, AICH con 6, Tierra Comunera con 6, la Plataforma Vecinal Independiente de Santa Cruz de Mudela con 5 y Partido Demócrata Español también con 5. Los 227 concejales restantes se repartieron entre numerosos partidos locales.
En las elecciones locales de 2011 el Partido Popular obtuvo 3102 ediles, mientras que el Partido Socialista se hizo con 3039. IU obtuvo 178, UCIT 33, Ud.Ca 10, URI/P.CAS 9 y UPYD 8. El resto de concejales se repartieron entre numerosos partidos de ámbito local.
En las elecciones municipales de España de 2015 el Partido Popular obtuvo 2939 concejales, el Partido Socialista 2859, Izquierda Unida 234, Ciudadanos 124, UCIN 31 y UPYD 15.

## Políticos destacados
- Diego de Almagro (Almagro, Ciudad Real, 1475-1538)
- Juana la Loca (Toledo, 1479-1555)
- Princesa de Éboli (Cifuentes, Guadalajara, 1540-1592)
- Baldomero Espartero (Ciudad Real, 1793-1879)
- Emilio Palomo Aguado (Santa Cruz de la Zarza, Toledo, 1898-??)
- Blas Piñar (Toledo, 1918-2014)
- Mariano Roca de Togores, marqués de Molins (Albacete, 1812 - 1889)
- Graciano Atienza Fernández (Villarrobledo, Albacete, 1884-1935)
- Manuel Marín (Ciudad Real, 1949)
- José Bono (Salobre, Albacete, 1950)